# USS New York (LPD-21)
USS New York (LPD-21) je válečná loď Námořnictva Spojených států amerických třídy San Antonio řazená do kategorie Amphibious Transport Dock. Loď na své palubě nese 700 vojáků americké námořní pěchoty, které může dopravit na břeh a podporovat pomocí tří základních systémů používaných americkou námořní pěchotou – výsadkovými vznášedly Landing Craft Air Cushion, vozidly Expeditionary Fighting Vehicle a letouny V-22 Osprey.
Krátce po teroristických útocích ze dne 11. září 2001 ve Spojených státech, guvernér George Pataki napsal dopis na ministerstvo amerického námořnictva Gordonu R. Englandovi, kde požádal o pojmenování lodi určené k boji proti terorismu podle amerického státu New York. Tomuto požadavku bylo 28. srpna 2002 vyhověno.

## Výrobce
Zakázku realizovala společnost Northrop Grumman Ship Systems v loděnicích Avondale Shipyard. Při stavbě lodi bylo použito 7,5 tun oceli z trosek WTC (Světové obchodní centrum zničené teroristickým útokem 11. 9. 2001).

## Služba
Loď byla spuštěna na vodu 19. prosince 2007 a 1. března 2008 pokřtěna v New Yorku, patronem lodi se stala Dotty Englandová (manželka Gordona R. Englanda), 21. srpna 2008 byla následně předána do služby americkému námořnictvu US Navy. Do plné služby byla nasazena koncem roku 2009. Domovským přístavem je Norfolk.
Loď dostala do vínku motto Never forget, tj. Nikdy nezapomeneme. Dalšími podobnými loděmi by měly být USS Somerset (LPD-25) (věnovaná na památku obětem letu 89) a USS Arlington (LPD-24) (věnované obětem útoku na Pentagon).

## Určení a výzbroj
Plavidlo je určeno pro rychlé výsadkové operace jako podpůrné plavidlo, čemuž odpovídá i výzbroj.
Základní výzbroj tvoří dva 30mm řetězové automatické kanóny Mk44 Bushmaster II na přední a zadní palubě, dva systémy blízké obrany RIM-116 s velkou účinností na krátkou vzdálenost. Řízené střely země-vzduch z těchto raketometů mají infračervené navádění a jsou určeny proti vzdušným cílům. Každý systém blízké obrany (hmotnost pouhých 5 770 kg) je schopen vypálit během několika sekund 21 raket do vzdálenosti 7,5 km.
Ve výzbroji jsou dále 2 letouny Boeing V-22 Osprey s kolmým startem a 2 helikoptéry Sikorsky CH-53E Super Stallion nebo čtyři helikoptéry CH-46 Sea Knight, čtyři helikoptéry Bell AH-1 Cobra nebo čtyři helikoptéry Bell UH-1 Iroquois.
Detekci lodi ztěžuje použití pasivních i aktivních prvků technologie stealth. O dalším technickém vybavení lodě nejsou dostupné relevantní informace, lze však předpokládat, že loď je vybavena celou řadou špičkových technologií v oblasti konstrukce, materiálu i elektroniky.

## Technická data
Válečná loď USS New York, třídy San Antonio je dlouhá 208 m, posádku tvoří 361 námořníků, výtlak plavidla je 24 900 tun, nejvyšší rychlost 22 uzlů (41 km/h).
Loď je poháněna čtyřmi turbokompresorovými naftovými motory Kolt Pielstick.

## Galerie

USS New York (LPD-21)
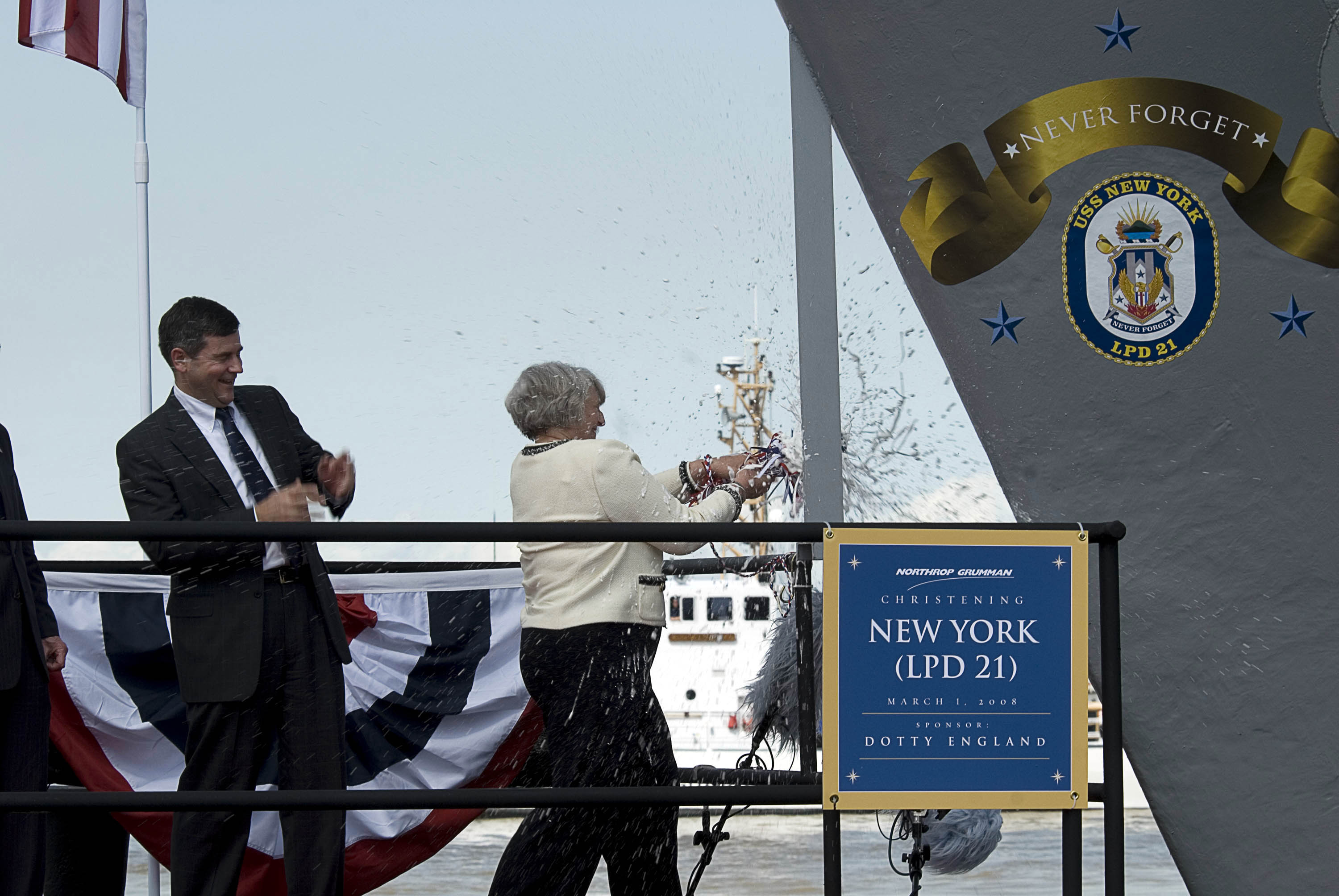
Křest lodi
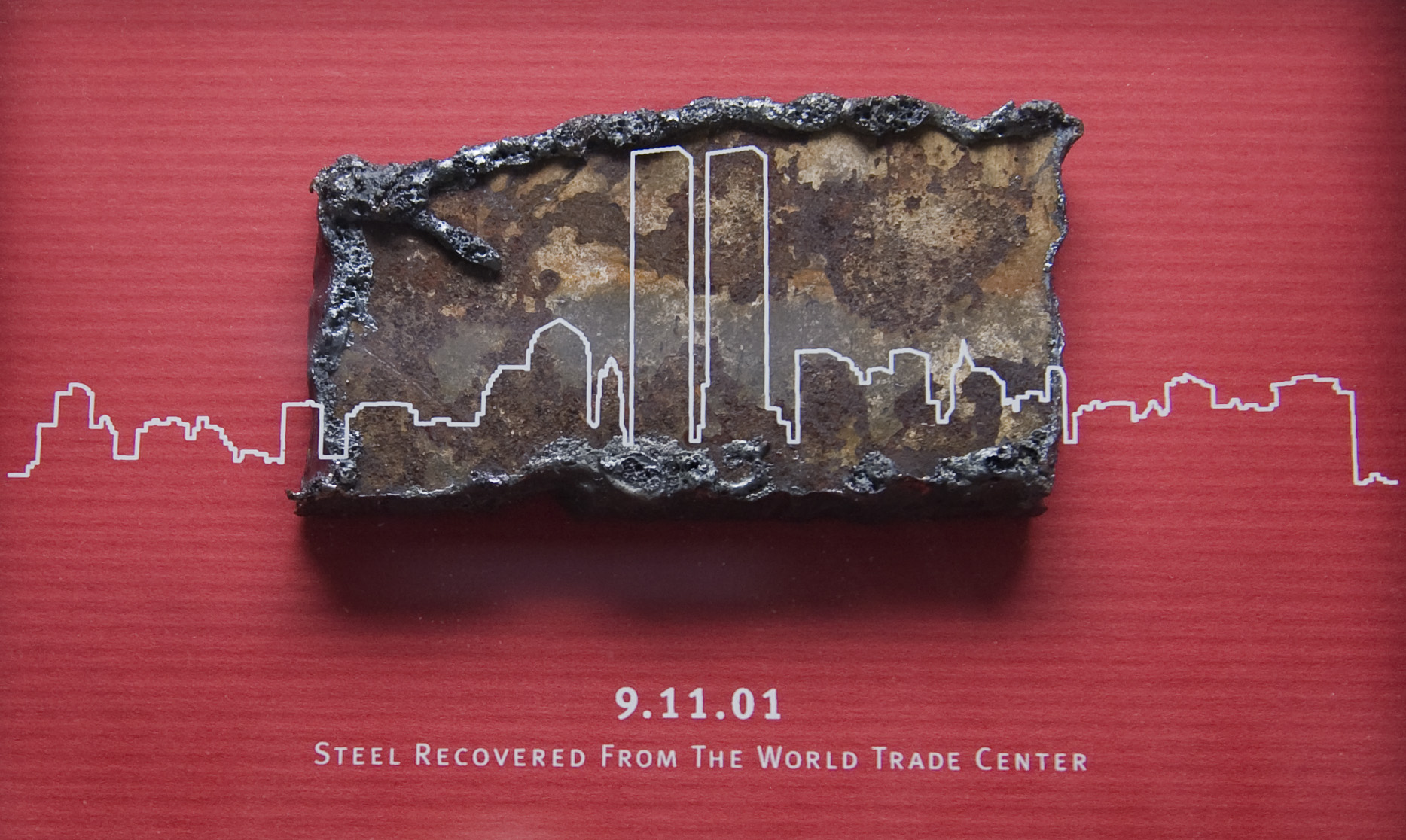
Připomínka 11. září 2001
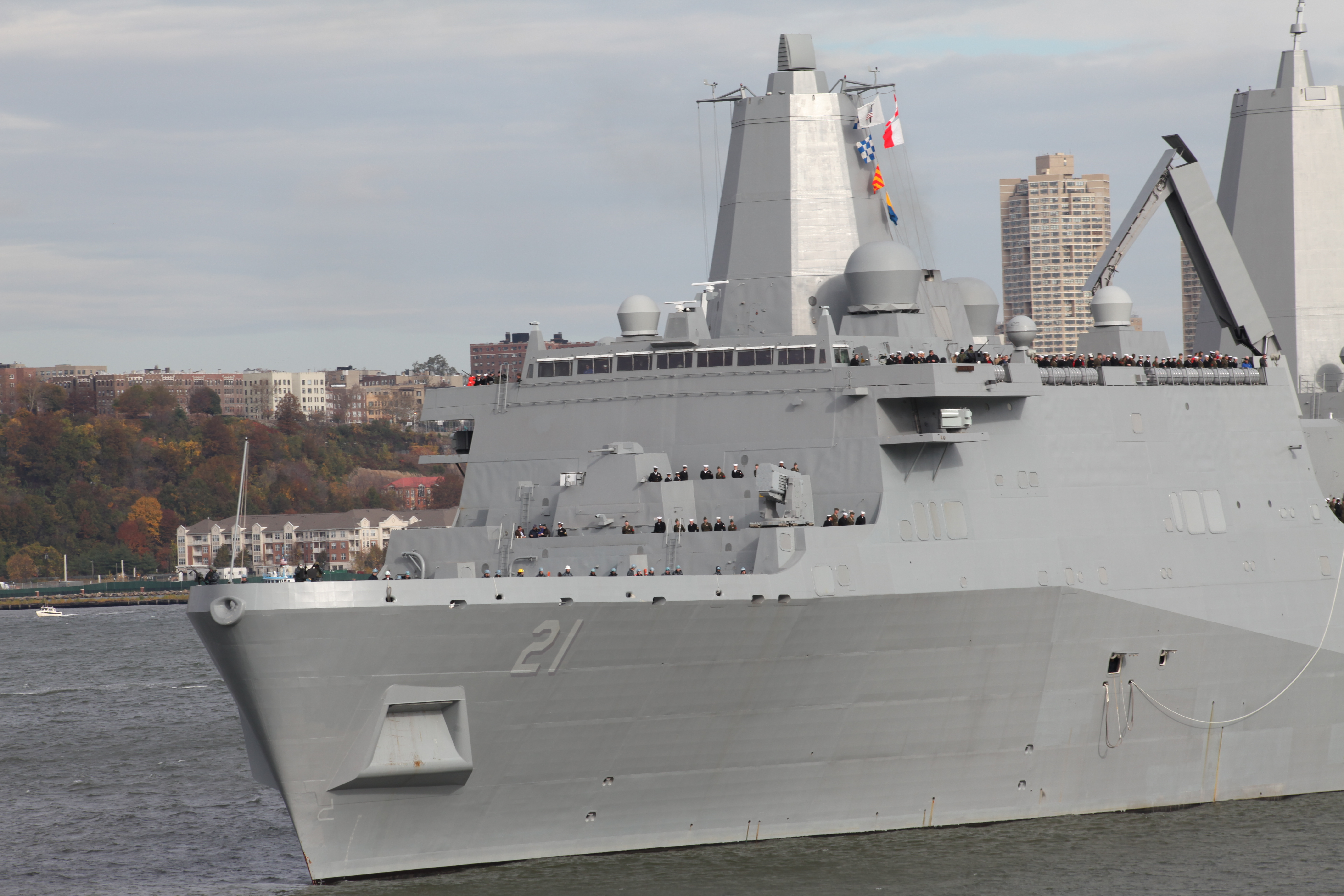
Před zkouškami
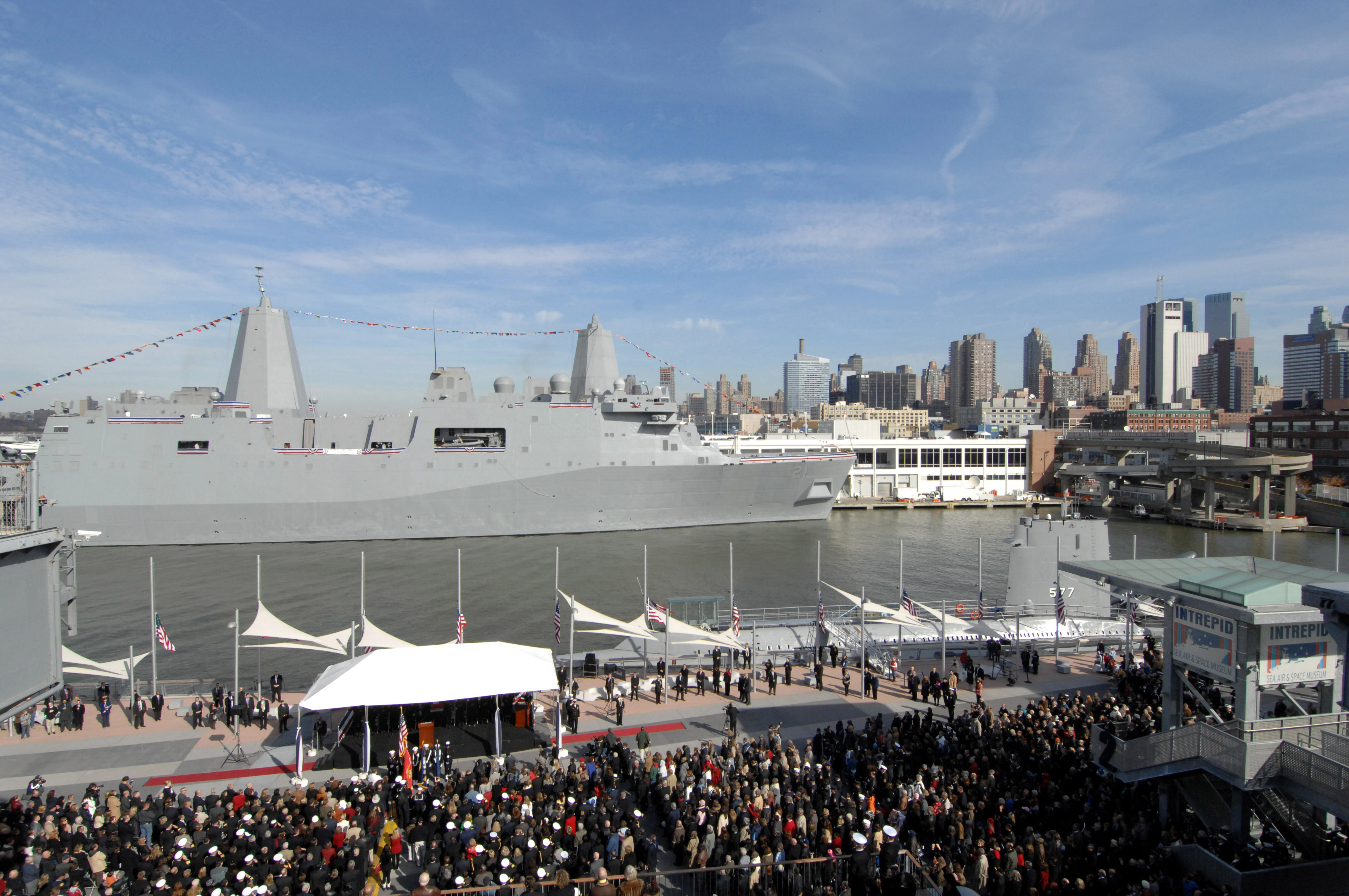
V New Yorku
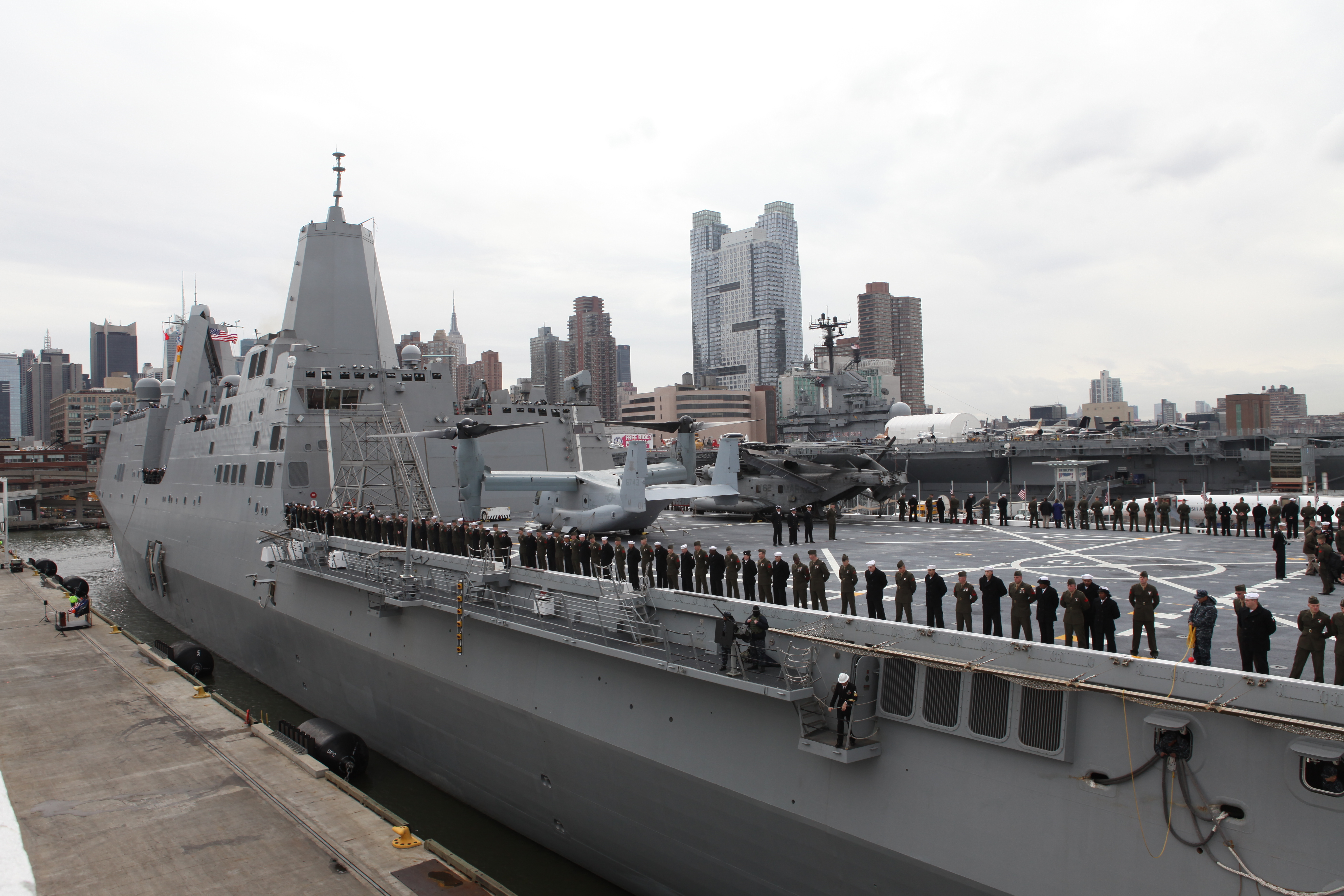
Horní paluba
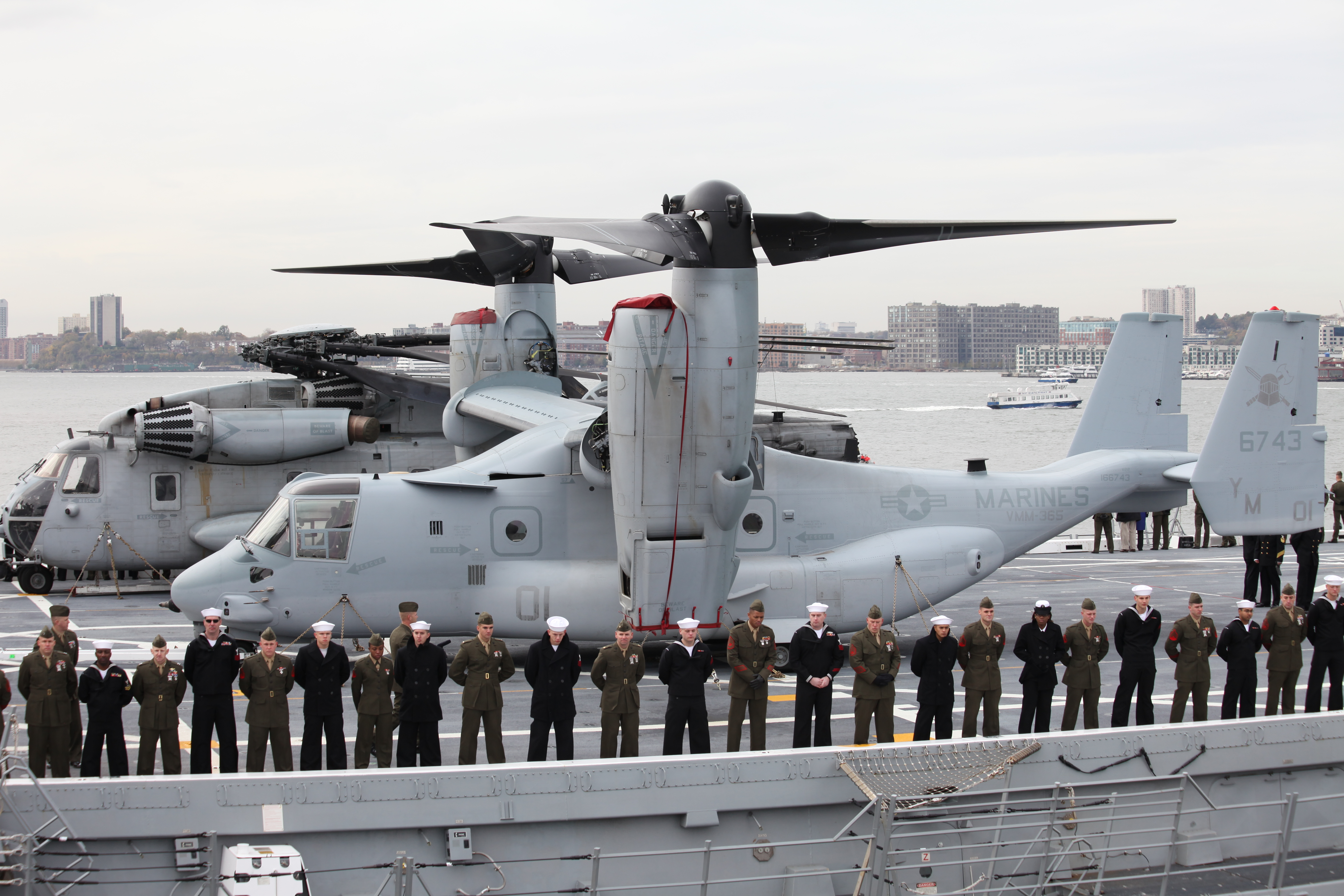
Letouny MV-22
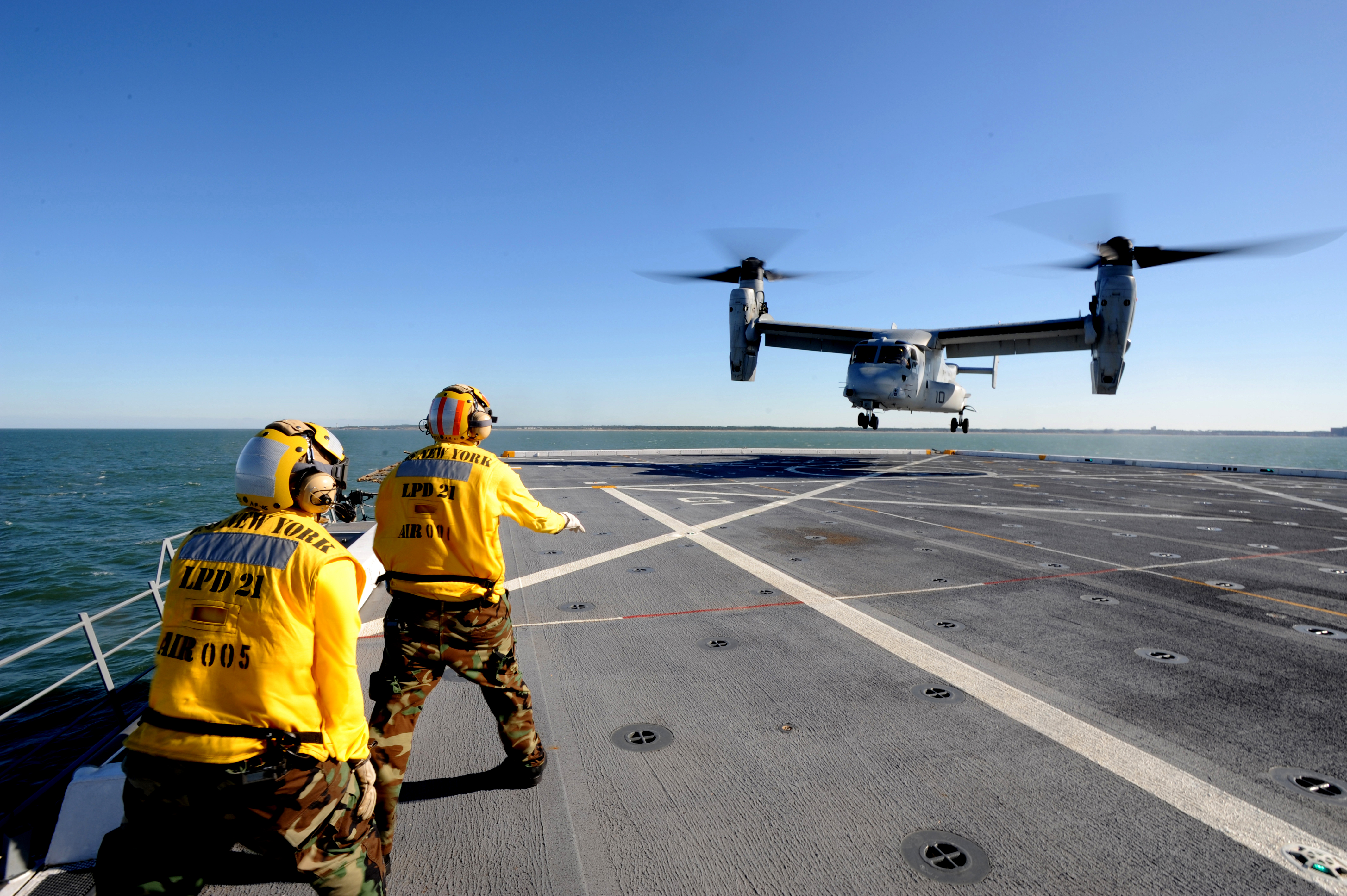
Letoun MV-22B v akci
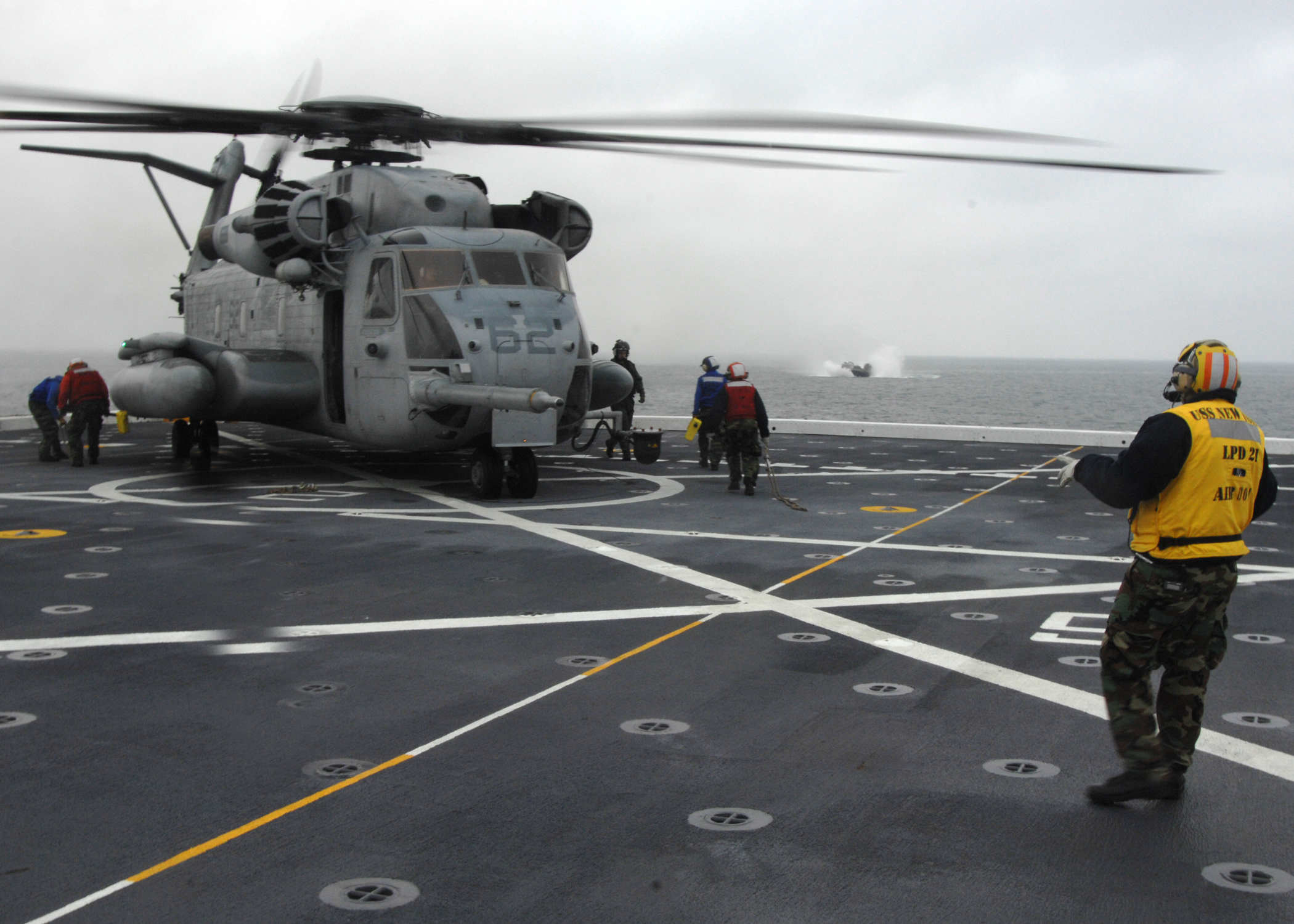
Těžký vrtulník CH-53 Sea Stallion